# Agostinho Vieira

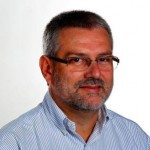
Agostinho Vieira

Agostinho Vieira (Rio de Janeiro, 1 de fevereiro de 1960) é um jornalista brasileiro.

## Biografia
Agostinho Cardoso Vieira é o fundador do Projeto #Colaboraum dos sites brasileiros de jornalismo independente que surgiram na esteira da migração cada vez maior de leitores para meios digitais. Exerceu por oito anos a função de diretor executivo de Negócios da Infoglobo, empresa que edita os jornais O Globo e Extra. Foi também diretor de jornalismo do Sistema Globo de Rádio (SGR) e da Rádio CBN. É especializado na cobertura de temas relacionados a meio ambiente e sustentabilidade.
Agostinho foi repórter de Cidade e Política, editor, editor executivo e diretor executivo do jornal O Globo, no Rio de Janeiro. Foi diretor executivo de Negócios da Infoglobo, empresa do Grupo Globo (ex-Organizações Globo) que administra os jornais O Globo e Extra, de 2002 a 2009.
Foi diretor do Sistema Globo de Rádio (SGR) e da Rádio CBN de 2000 a 2002.
Especializado em cobertura de meio ambiente, foi responsável pela coluna e pelo blog Economia Verde, publicados no jornal O Globo entre 2010 e 2015. Seus artigos tiveram repercussão em outros jornais, como Correio, e organizações, entre elas a Agenda para o Conselho Empresarial Brasileiro para o Desenvolvimentos Sustentável (CEBDS).
Em novembro de 2015, consolidou seu trabalho na área com o lançamento do Projeto #Colabora, site de jornalismo sobre desenvolvimento sustentável sem fins lucrativos nem vinculação partidária. O projeto reúne mais de 400 colaboradores entre jornalistas, designers, videomakers, cientistas e pesquisadores, espalhados pelo Brasil e em algumas cidades do mundo.
O #Colabora tem como inspiração os temas do documento Objetivos de Desenvolvimento Sustentável (ODS) da Organização das Nações Unidas (ONU), como água potável, cidades sustentáveis, consumo responsável, direitos humanos, educação, energia renovável, igualdade de gênero, inclusão social, inovação, meio ambiente, mudança do clima, organizações não-governamentais (ONGs), saúde.
Agostinho é formado em Jornalismo pela Escola de Comunicação da Universidade Federal do Rio de Janeiro (ECO UFRJ). Tem pós-graduação em Gestão de Negócios pelo Instituto Europeu de Administração de Negócios (Insead) e em Gestão Ambiental pela Coppe UFRJ.
É casado com a jornalista Adriana Barsotti, com quem tem uma filha. Tem dois filhos do primeiro casamento.

## Prêmios
Agostinho Vieira venceu o Prêmio Esso de Jornalismo de 1994. Recebeu também dois prêmios da Society of News Design, em 1998 e 1999. Foi indicado para o prêmio Comunique-se na categoria Jornalista de Sustentabilidade em 2013  e 2017 .
O Projeto #Colabora, site de jornalismo do qual é o fundador, ganhou mais de dez prêmios em seus cinco primeiros anos, completados no final de 2020.